# Esarcato arcivescovile di Donec'k
L'esarcato arcivescovile di Donec'k è una sede della Chiesa greco-cattolica ucraina. Nel 2022 contava 16.000 battezzati. È retto dal vescovo Maksym Rjabucha, S.D.B.

## Territorio
L'esarcato arcivescovile comprende le oblast' di Dnipropetrovs'k, Donec'k, Luhans'k, e Zaporižžja.
Sede dell'esarcato è la città di Donec'k, dove si trova la cattedrale della Protezione della Santissima Madre di Dio.
Il territorio è suddiviso in 87 parrocchie.

## Storia
L'esarcato arcivescovile di Donec'k-Charkiv è stato eretto dal Sinodo dei Vescovi della Chiesa Ucraina il 5 luglio 2001, ricavandone il territorio dall'esarcato arcivescovile di Kiev-Vyšhorod (oggi arcieparchia di Kiev). L'11 gennaio 2002 papa Giovanni Paolo II ha dato il suo assenso a questa erezione.
Il 2 aprile 2014 ha ceduto una porzione del proprio territorio a vantaggio dell'erezione dell'esarcato arcivescovile di Charkiv e contestualmente ha assunto il nome attuale.

## Cronotassi dei vescovi
Si omettono i periodi di sede vacante non superiori ai 2 anni o non storicamente accertati.
- Stefan Men'ok, C.SS.R. (11 gennaio 2002 - 17 ottobre 2024 ritirato)
- Maksym Rjabucha, S.D.B., dal 17 ottobre 2024

## Statistiche
L'esarcato arcivescovile nel 2022 contava 16.000 battezzati.
| anno | popolazione | popolazione | popolazione | presbiteri | presbiteri | presbiteri | presbiteri                | diaconi | religiosi | religiosi | parrocchie |
| anno | battezzati  | totale      | %           | numero     | secolari   | regolari   | battezzati per presbitero | diaconi | uomini    | donne     | parrocchie |
| ---- | ----------- | ----------- | ----------- | ---------- | ---------- | ---------- | ------------------------- | ------- | --------- | --------- | ---------- |
| 2003 | 100.000     | ?           | ?           | 27         | 27         |            | 3.703                     |         |           |           | 33         |
| 2006 | 8.000       | ?           | ?           | 50         | 43         | 7          | 160                       |         | 8         | 14        | 43         |
| 2010 | 14.000      | ?           | ?           | 54         | 47         | 7          | 259                       |         | 8         | 14        | 65         |
| 2011 | 15.000      | ?           | ?           | 57         | 45         | 12         | 263                       |         | 12        | 14        | 71         |
| 2014 | 68.659      | ?           | ?           | 50         | 42         | 8          | 1.373                     |         | 9         | 7         | 62         |
| 2015 | 68.900      | ?           | ?           | 50         | 45         | 5          | 1.378                     |         | 6         | 7         | 63         |
| 2018 | 16.000      | ?           | ?           | 49         | 42         | 7          | 326                       | 1       | 7         | 6         | 87         |
| 2020 | 16.000      | ?           | ?           | 60         | 55         | 5          | 266                       | 1       | 5         | 7         | 87         |
| 2022 | 16.000      | ?           | ?           | 61         | 55         | 6          | 262                       | 1       | 6         | 7         | 87         |